# Discografia di Mr. Rain
La discografia di Mr. Rain, cantautore pop rap italiano, è costituita da cinque album in studio, trenta singoli e ventotto video musicali (inclusi quelli come artista ospite), pubblicati dal 2015.

## Album in studio
| Anno                                                         | Titolo | Classifiche | Certificazioni | Unità          |
| Anno                                                         | Titolo | ITA         | Certificazioni | Unità          |
| ------------------------------------------------------------ | --- | ----------- | -------------- | -------------- |
| 2015                                                         | Memories - Pubblicato: 12 maggio 2015 - Etichetta: Atlantic - Formati: CD, download digitale, streaming                     | —           |                |                |
| 2018                                                         | Butterfly Effect - Pubblicato: 26 gennaio 2018 - Etichetta: Atlantic - Formati: CD, download digitale, streaming            | 3           | - ITA: Platino | - ITA: 50 000+ |
| 2021                                                         | Petrichor - Pubblicato: 12 febbraio 2021 - Etichetta: Atlantic, Warner - Formati: CD, download digitale, streaming          | 5           | - ITA: Platino | - ITA: 50 000+ |
| 2022                                                         | Fragile - Pubblicato: 18 marzo 2022 - Etichetta: Atlantic, Warner - Formati: CD, download digitale, streaming               | 17          |                |                |
| 2024                                                         | Pianeta di Miller - Pubblicato: 1º marzo 2024 - Etichetta: Atlantic, Warner - Formati: CD, LP, download digitale, streaming | 2           | - ITA: Oro     | - ITA: 25 000+ |
| "—" indica una pubblicazione non classificata in quel paese. | |             |                |                |

## Singoli

### Come artista principale
| Anno                                                         | Titolo                                 | Classifiche | Classifiche | Certificazioni     | Unità           | Album di provenienza |
| Anno                                                         | Titolo                                 | ITA         | SWI         | Certificazioni     | Unità           | Album di provenienza |
| ------------------------------------------------------------ | -------------------------------------- | ----------- | ----------- | ------------------ | --------------- | -------------------- |
| 2015                                                         | Tutto quello che ho                    | —           | —           | - ITA: Oro         | - ITA: 25 000+  | Memories             |
| 2015                                                         | Carillon                               | —           | —           | - ITA: Platino (2) | - ITA: 100 000+ | Memories             |
| 2015                                                         | The Way You Do (feat. Valentina Tioli) | —           | —           |                    |                 | Memories             |
| 2015                                                         | Grazie a me                            | —           | —           |                    |                 | Memories             |
| 2016                                                         | Supereroe                              | —           | —           | - ITA: Oro         | - ITA: 25 000+  | /                    |
| 2017                                                         | I grandi non piangono mai              | 61          | —           | - ITA: Platino     | - ITA: 70 000+  | Butterfly Effect     |
| 2017                                                         | Rainbow Soda                           | —           | —           |                    |                 | Butterfly Effect     |
| 2017                                                         | Superstite (feat. Osso)                | —           | —           |                    |                 | Butterfly Effect     |
| 2018                                                         | Ipernova                               | 17          | —           | - ITA: Platino (2) | - ITA: 100 000+ | Butterfly Effect     |
| 2018                                                         | Ops                                    | 33          | —           | - ITA: Platino     | - ITA: 70 000+  | Butterfly Effect     |
| 2019                                                         | La somma (feat. Martina Attili)        | 44          | —           | - ITA: Oro         | - ITA: 25 000+  | /                    |
| 2020                                                         | Fiori di Chernobyl                     | 2           | —           | - ITA: Platino (3) | - ITA: 300 000+ | Petrichor            |
| 2020                                                         | 9.3                                    | 42          | —           | - ITA: Platino     | - ITA: 70 000+  | Petrichor            |
| 2021                                                         | Non c'è più musica (feat. Birdy)       | 71          | —           |                    |                 | Petrichor            |
| 2021                                                         | A forma di origami                     | 97          | —           |                    |                 | Petrichor            |
| 2021                                                         | Meteoriti                              | 46          | —           | - ITA: Platino     | - ITA: 100 000+ | Petrichor            |
| 2022                                                         | Crisalidi                              | —           | —           |                    |                 | Fragile              |
| 2022                                                         | Sincero (feat. Alfa)                   | —           | —           |                    |                 | Fragile              |
| 2023                                                         | Supereroi                              | 2           | 6           | - ITA: Platino (6) | - ITA: 600 000+ | Pianeta di Miller    |
| 2023                                                         | La fine del mondo (con Sangiovanni)    | 28          | —           | - ITA: Platino (2) | - ITA: 200 000+ | Pianeta di Miller    |
| 2023                                                         | Per sempre ci sarò                     | —           | —           |                    |                 | /                    |
| 2023                                                         | Un milione di notti (con Clara)        | 17          | —           | - ITA: Platino     | - ITA: 100 000+ | Pianeta di Miller    |
| 2024                                                         | Due altalene                           | 10          | —           | - ITA: Platino     | - ITA: 100 000+ | Pianeta di Miller    |
| 2024                                                         | Paura del buio                         | —           | —           |                    |                 | Pianeta di Miller    |
| 2024                                                         | Pericolosa                             | —           | —           | /                  |                 |                      |
| 2025                                                         | Odio a la Luna (con Walls)             | —           | —           | /                  |                 |                      |
| "—" indica una pubblicazione non classificata in quel paese. |                                        |             |             |                    |                 |                      |

### Come artista ospite
| Anno                                                         | Titolo                                                      | Classifiche | Certificazioni | Unità          | Album di provenienza  |
| Anno                                                         | Titolo                                                      | ITA         | Certificazioni | Unità          | Album di provenienza  |
| ------------------------------------------------------------ | ----------------------------------------------------------- | ----------- | -------------- | -------------- | --------------------- |
| 2018                                                         | Un domani (Annalisa feat. Mr. Rain)                         | 36          | - ITA: Platino | - ITA: 50 000+ | Bye Bye               |
| 2019                                                         | Roma (Maite Perroni feat. Mr. Rain)                         | —           |                |                | /                     |
| 2020                                                         | Via di qua (J-Ax feat. Mr. Rain)                            | 38          | - ITA: Oro     | - ITA: 35 000+ | ReAle                 |
| 2023                                                         | La pioggia prima di cadere (Federica Abbate feat. Mr. Rain) | —           |                |                | Canzoni per gli altri |
| "—" indica una pubblicazione non classificata in quel paese. |                                                             |             |                |                |                       |

## Collaborazioni
| Anno | Titolo                                           | Album di provenienza |
| ---- | ------------------------------------------------ | -------------------- |
| 2016 | Da un altro pianeta (Diluvio feat. Mr. Rain)     | Senza paure          |
| 2018 | Niente di speciale (Benji & Fede feat. Mr. Rain) | Siamo solo Noise     |
| 2019 | Icaro (Irama feat. Mr. Rain)                     | Giovani per sempre   |
| 2023 | Siamo qui (Jamil feat. Mr. Rain)                 | Flow                 |

## Video musicali
| Anno | Titolo                    | Regista/i                |
| ---- | ------------------------- | ------------------------ |
| 2015 | Tutto quello che ho       | Brainoff                 |
| 2015 | Carillon                  | Brainoff                 |
| 2015 | The Way You Do            | Brainoff                 |
| 2015 | Grazie a me               | Brainoff                 |
| 2016 | Supereroe                 | Mr. Rain e J. Rave       |
| 2017 | I grandi non piangono mai | Mr. Rain                 |
| 2017 | Rainbow Soda              | Mr. Rain e J. Rave       |
| 2017 | Superstite                | Mr. Rain ed Enea Colombi |
| 2018 | Ipernova                  | Enea Colombi             |
| 2018 | Ops                       | Enea Colombi             |
| 2018 | Un domani                 | Enea Colombi             |
| 2019 | Roma                      | Enea Colombi             |
| 2019 | La somma                  | Enea Colombi             |
| 2020 | Fiori di Chernobyl        | Mr. Rain ed Enea Colombi |
| 2020 | 9.3                       | Enea Colombi             |
| 2020 | Via di qua                | Mauro Russo              |
| 2021 | Non c'è più musica        | Mauro Russo              |
| 2021 | A forma di origami        | Enea Colombi             |
| 2021 | Meteoriti                 | Enea Colombi             |
| 2022 | Crisalidi                 | Enea Colombi             |
| 2022 | Sincero                   | Massimiliano Di Liberto  |
| 2023 | Supereroi                 | Enea Colombi             |
| 2023 | La fine del mondo         | —                        |
| 2023 | Un milione di notti       | Ludovico Fontanesi       |
| 2024 | Due altalene              | Francesco Lorusso        |
| 2024 | Paura del buio            | Francesco Lorusso        |
| 2024 | Pericolosa                | Alex Koci                |
| 2024 | Odio a la Luna            | Jimmy Llamas             |